# Miss Universe 1952
Miss Universe 1952 var den første årlige Miss Universe konkurrence. Den blev afholdt 28. juni i Californien, USA. 30 deltagere fra 28 lande konkurrerede om, at blive den første Miss Universe. Vinderen blev den 17-årige Miss Finland, Armi Kuusela, som blev kronet af skuespilleren Piper Laurie.

## Resultat
- Miss Universe 1952:  Finland, Armi Kuusela
- Andenplads:  Hawaii, Elza Kananionapua Edsman
- Tredjeplads:  Grækenland, Ntaizy Mavraki
- fjerdeplads:  Hongkong, Judy Dan
- femteplads:  Tyskland, Renate Hoy
- Øvrige Semifinalister:
  -  Mexico, Olga Llorens Pérez-Castillo
  -  Sydafrika, Catherine Edwina Higgins
  -  Sverige, Anne Marie Thistler
  -  Uruguay, Gladys Rubio Fajardo
  -  USA, Jackie Loughery